# Sacchi (cognome)
Sacchi è un cognome di lingua italiana.

## Varianti
Saccheri, Sacchet, Sacchetti, Sacchetto, Sacchieri, Sacchinelli, Sacchini, Sacchino, Sacco, Saccon, Saccone, Sacconi, Saccucci.

## Origine e diffusione
Cognome tipicamente lombardo-piemontese, è presente prevalentemente in lecchese, pavese, milanese, novarese e alessandrino, con comparse in tutto il centro-nord Italia.
Potrebbe derivare da un mestiere legato alla fabbricazione o vendita o trasporto di sacchi, oppure da un'aferesi del prenome Isacco.
In Italia conta circa 3434 presenze.
Tra le varianti, Sacco è prevalentemente piemontese e campano; Sacchetti è del centro-nord italiano, con prevalenza in Lazio e Emilia-Romagna; Sacchinelli compare sporadicamente a Vibo Valentia; Saccone è tipicamente campano e siciliano, con comparse anche in Liguria, a Roma e nel foggiano; Sacchetto è veneto; Sacchet è tipico della provincia di Belluno; Saccucci è laziale; Sacchini compare in tutto il centro-nord; Saccon è veneto; Sacconi è presente in Toscana, a Padova, a Perugia, a Viterbo e a Roma; Sacchino è praticamente unico.

## Persone
- Carlo Sacchi – pittore italiano
- Carlo Alberto Sacchi – ingegnere nucleare, docente universitario e scienziato italiano
- Defendente Sacchi – giornalista, filosofo e scrittore italiano